# Loffenau
Loffenau ist eine Gemeinde im Landkreis Rastatt in Baden-Württemberg.

## Geografie

### Geografische Lage
Der staatlich anerkannte Erholungsort Loffenau liegt am Westhang des nördlichen Schwarzwaldes in einem Seitental des Murgtals unterhalb des Bergs Teufelsmühle. Die Höhenlage reicht von 215 bis 940 m ü. NN.

### Nachbarkommunen
Loffenau grenzt im Osten an die Stadt Bad Herrenalb (Landkreis Calw), im Norden an die große Kreisstadt Gaggenau sowie im Süden und Westen an die Stadt Gernsbach.

### Gemeindegliederung
Zur Gemeinde Loffenau gehören das Dorf Loffenau und die Häuser Albtaljagdhaus, Auf der Miß, Plotzsägemühle und Teufelsmühle. Im Gemeindegebiet liegt die abgegangene Ortschaft Neusägmühle.

## Geschichte
Der Name Loffenau wird erstmals 1266 in einer Schenkungsurkunde der Ebersteiner an das Kloster Herrenalb als Lovfenowe erwähnt. Die Herren von Eberstein verkauften das Dorf 1297 an das Kloster Herrenalb, wodurch es 1338 zu Württemberg kam. Zum Klosteramt Herrenalb gehörte Loffenau bis zum Anfang des 19. Jahrhunderts. Mit der Neugliederung des Königreichs Württemberg nach den Gebietszuwächsen aufgrund des Reichsdeputationshauptschlusses wurde die Gemeinde gemäß der neuen Verwaltungsgliederung dem Oberamt Neuenbürg zugeordnet. Zwischen Loffenau und der Nachbargemeinde Gernsbach verlief die Grenze zwischen Baden und Württemberg. Bei der Verwaltungsreform während der NS-Zeit in Württemberg gelangte Loffenau 1938 zum Landkreis Calw. 1945 wurde der Ort Teil der Französischen Besatzungszone und erfuhr somit 1947 die Zuordnung zum neu gegründeten Land Württemberg-Hohenzollern, welches 1952 im Land Baden-Württemberg aufging. Im Rahmen der 1973 vorgenommenen Kreisreform in Baden-Württemberg kam der Ort als einzige Gemeinde des Landkreises Calw zum Landkreis Rastatt.

## Einwohnerentwicklung

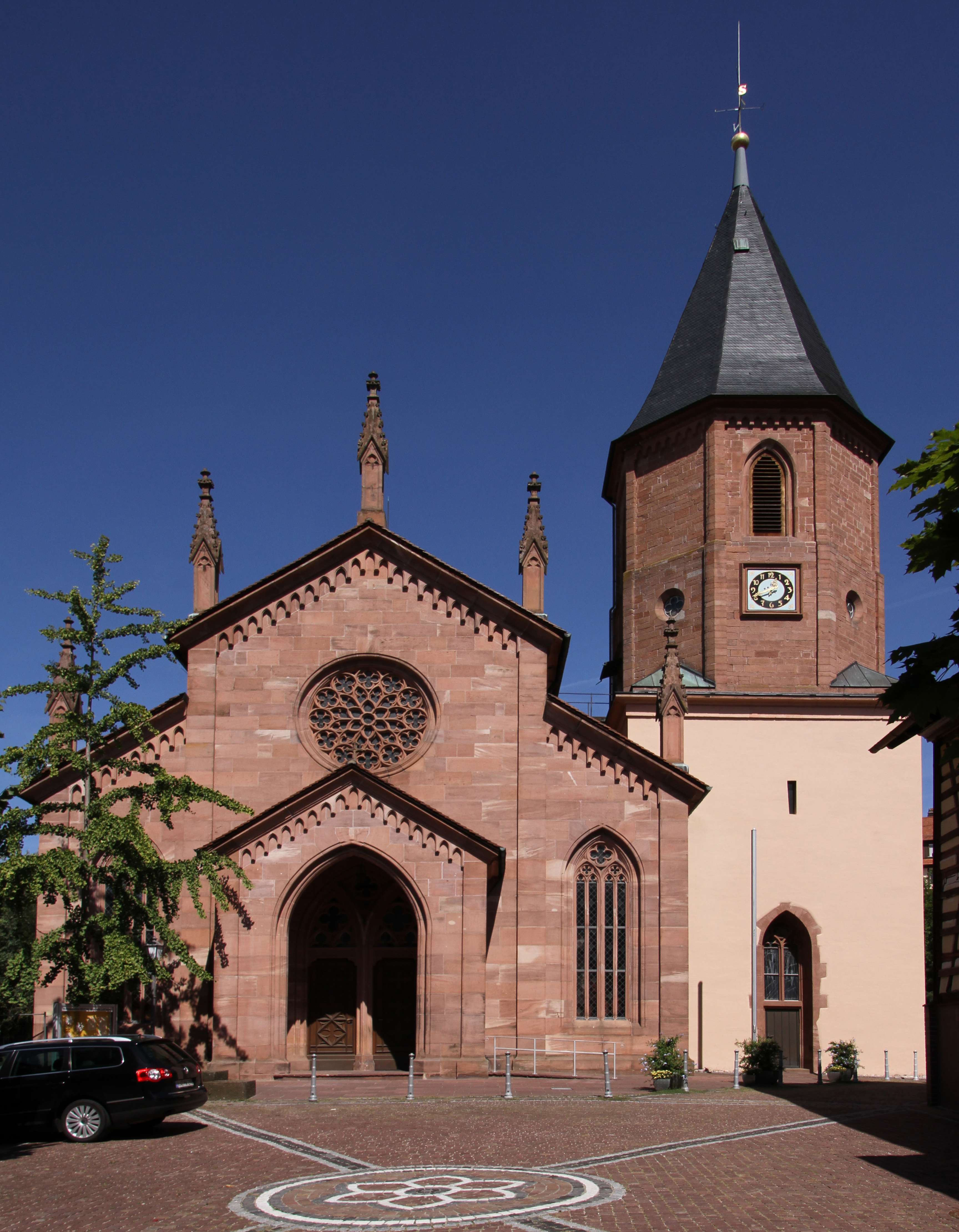
Evangelische
Heilig-Kreuz-Kirche

| Jahr | Einwohner |
| ---- | --------- |
| 1400 | 0150      |
| 1662 | 0180      |
| 1760 | 0600      |
| 1830 | 0810      |
| 1871 | 1265      |
| 1910 | 1481      |
| 1946 | 1650      |
| 1961 | 2038      |

| Datum | Einwohner |
| ----- | --------- |
| 1970  | 2370      |
| 1990  | 2625      |
| 1995  | 2793      |
| 2005  | 2703      |
| 2010  | 2575      |
| 2015  | 2513      |
| 2020  | 2540      |
| 2022  | 2594      |

## Religionen
Seit Einführung der Reformation in Württemberg ist auch Loffenau evangelisch geprägt. So waren 1860 nur zwei der gut 1.200 Einwohner römisch-katholischer Konfession. Auch heute gibt es nur wenige Katholiken, für diese ist die in den 1960er Jahren erbaute Kirche St. Theresia zuständig. Hingegen gibt es mit der evangelisch-methodistischen Kirche eine weitere protestantische Gemeinde sowie mit der neuapostolischen Kirche eine weitere christliche Kirche im Ort.

## Auszeichnungen
Loffenau erhielt 1977 das Prädikat „staatlich anerkannter Erholungsort“.
Bei der Teilnahme am Bundeswettbewerb Unser Dorf soll schöner werden/ Unser Dorf hat Zukunft hat Loffenau 1983, 1985, 1989 und 2007 eine Goldmedaille gewonnen.

## Politik

### Gemeinderat
Der Gemeinderat hat 12 ehrenamtliche Mitglieder, die für fünf Jahre gewählt werden. Hinzu kommt der Bürgermeister als stimmberechtigter Gemeinderatsvorsitzender.
Die Kommunalwahl 2024 führte zu folgendem Ergebnis (in Klammern: Unterschied zu 2019):

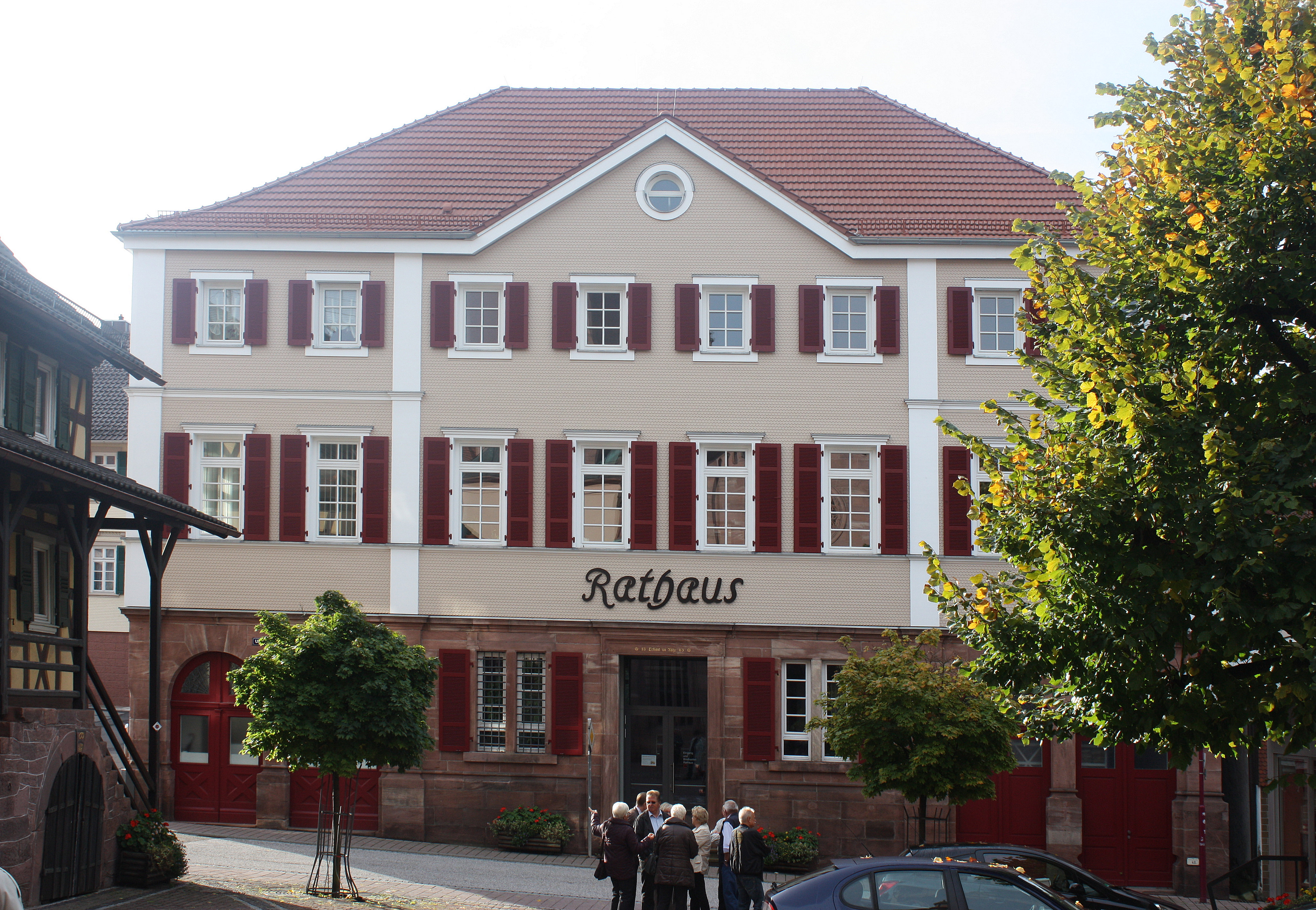
Rathaus Loffenau

| Gemeinderat 2024               | Gemeinderat 2024 | Gemeinderat 2024 | Gemeinderat 2024 | Gemeinderat 2024 |
| Partei / Liste                 | Stimmenanteil    | Sitze            |                  |                  |
| ------------------------------ | ---------------- | ---------------- | ---------------- | ---------------- |
| Freie Wähler                   | 39,1 % (+1,0)    | 5 (±0)           |                  |                  |
| SPD/Aktive Loffenauer Bürger   | 34,8 % (+2,4)    | 4 (±0)           |                  |                  |
| CDU                            | 26,1 % (−3,4)    | 3 (±0)           |                  |                  |
| Wahlbeteiligung: 65,5 % (-0,2) |                  |                  |                  |                  |

### Bürgermeister
Seit dem 12. Dezember 2017 ist Markus Burger (* 1984) Bürgermeister von Loffenau. Er löste Erich Steigerwald ab, der das Amt seit 1977 ausübte.

### Verwaltungsgemeinschaft
Loffenau ist neben Weisenbach Mitglied einer Vereinbarten Verwaltungsgemeinschaft mit der Stadt Gernsbach als erfüllender Gemeinde.

### Partnerschaften
Loffenau pflegt partnerschaftliche Beziehungen zu
- Caderousse, Département Vaucluse, in der Region Provence-Alpes-Côte d’Azur, Frankreich seit 1985
- Kreischa im Landkreis Sächsische Schweiz-Osterzgebirge, Sachsen seit 1990
- Montefelcino, Region Marken, Provinz Pesaro und Urbino, Italien seit 1999
- Steinbourg, Département Bas-Rhin, in der Region Grand Est, Frankreich seit 29. Juli 2018[8]

## Kultur und Sehenswürdigkeiten

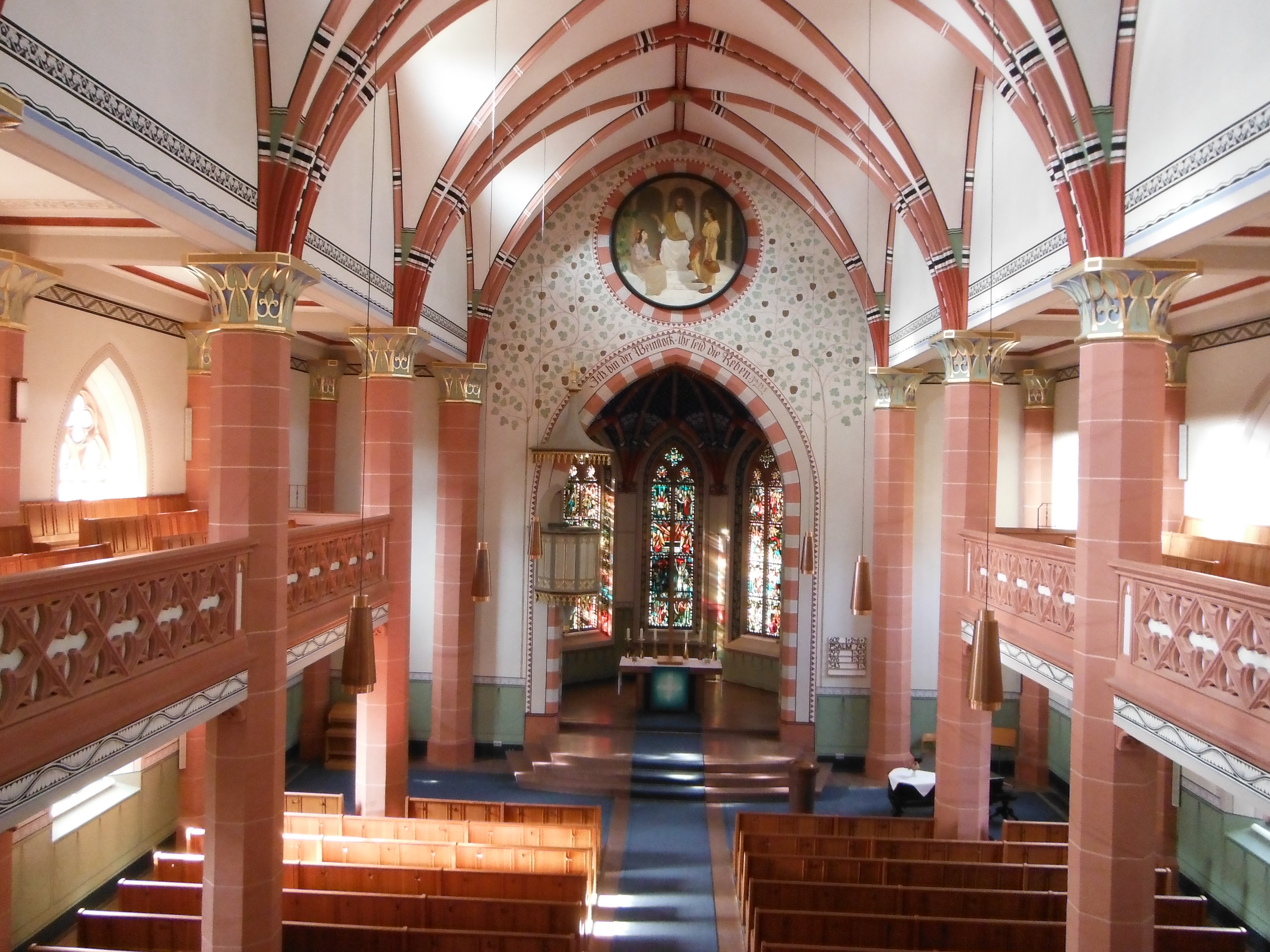
Heilig-Kreuz-Kirche Loffenau (Innenansicht)

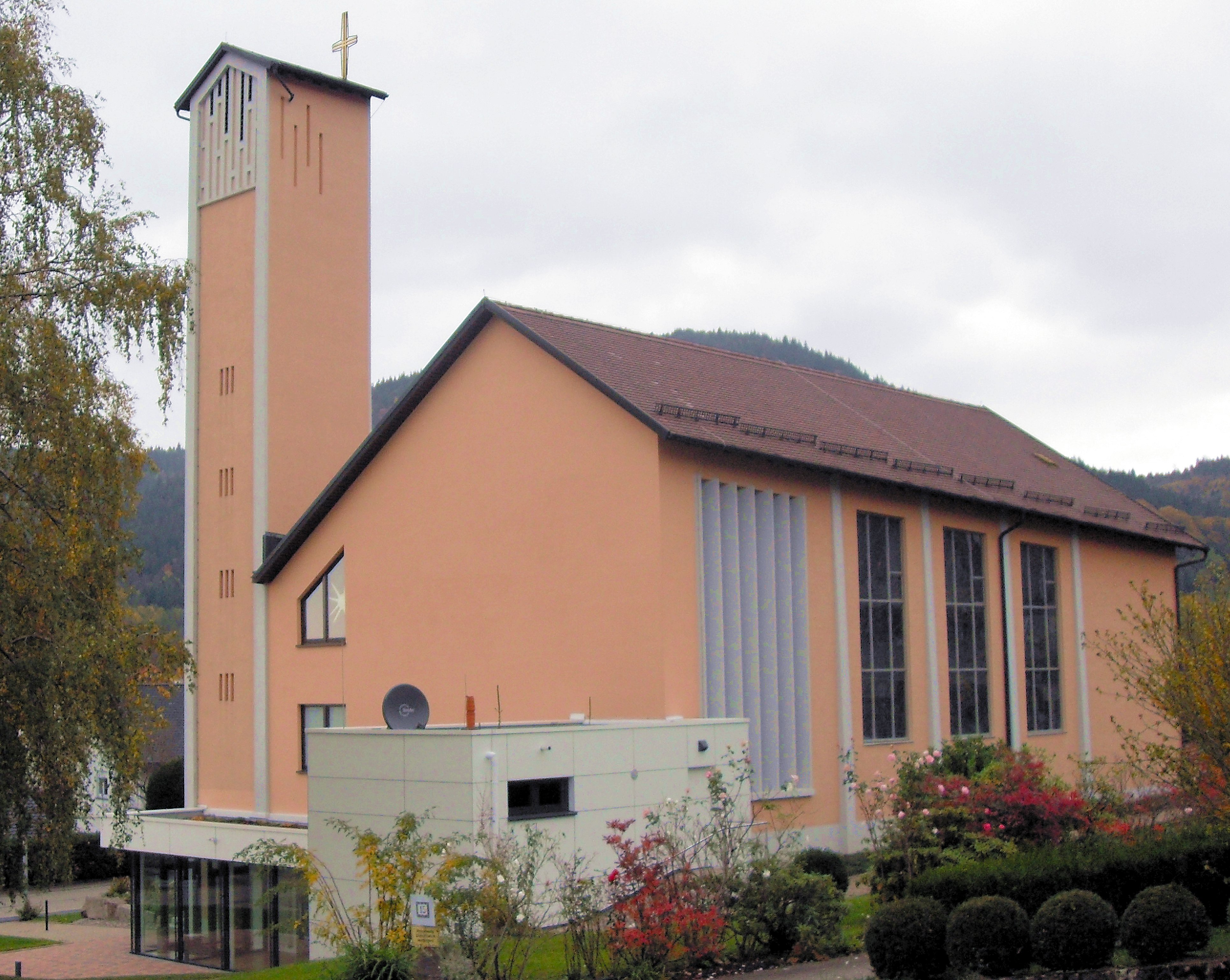
Kirche St. Theresia

Eine besondere Sehenswürdigkeit Loffenaus befindet sich in der evangelischen Heilig-Kreuz-Kirche. In dieser 1843 im neugotischen Stil neu errichteten Emporenbasilika blieb der mittelalterliche Turmchor mit gotischen Fresken (1440–1455) erhalten. Neben den zahlreichen Abbildungen von Aposteln und Heiligen ist die „Hostienmühle“ an der Nordwand der Kirche, als eine der wenigen erhaltenen Darstellungen der spätmittelalterlichen Legende über die „mystische Mühle“, besonders bemerkenswert. Sechs große Bildprogramme sind vorhanden: Im Gewölbe die Symbolwesen der Evangelisten mit den Kirchenvätern, am und um den Triumphbogen die Verkündigung, im oberen, stärker untergliederten Bereich der Ost- und Südwand die Kreuzlegende, im unteren Abschnitt der Ost- und der östlichen Südwand die Credo-Apostel, in der unteren Zone der westlichen Südwand die von Heiligen und Stiftern flankierte Muttergottes im Strahlenkranz und auf der gesamten Nordwand das Motiv der Hostienmühle.

Fresken der Heilig-Kreuz-Kirche
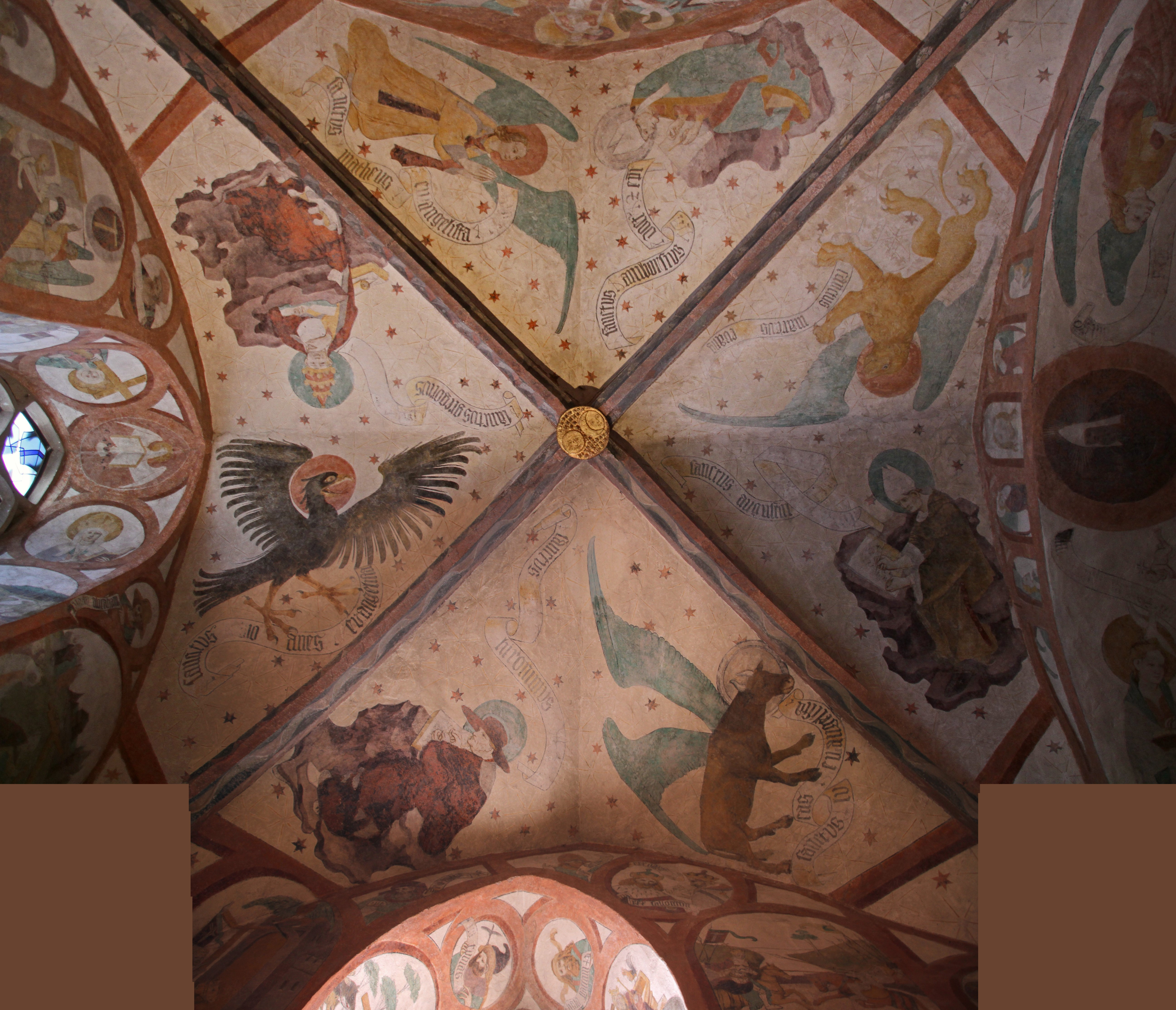
Fresken im Turmchor, Decke mit Evangelisten-Symbolen und Kirchenvätern
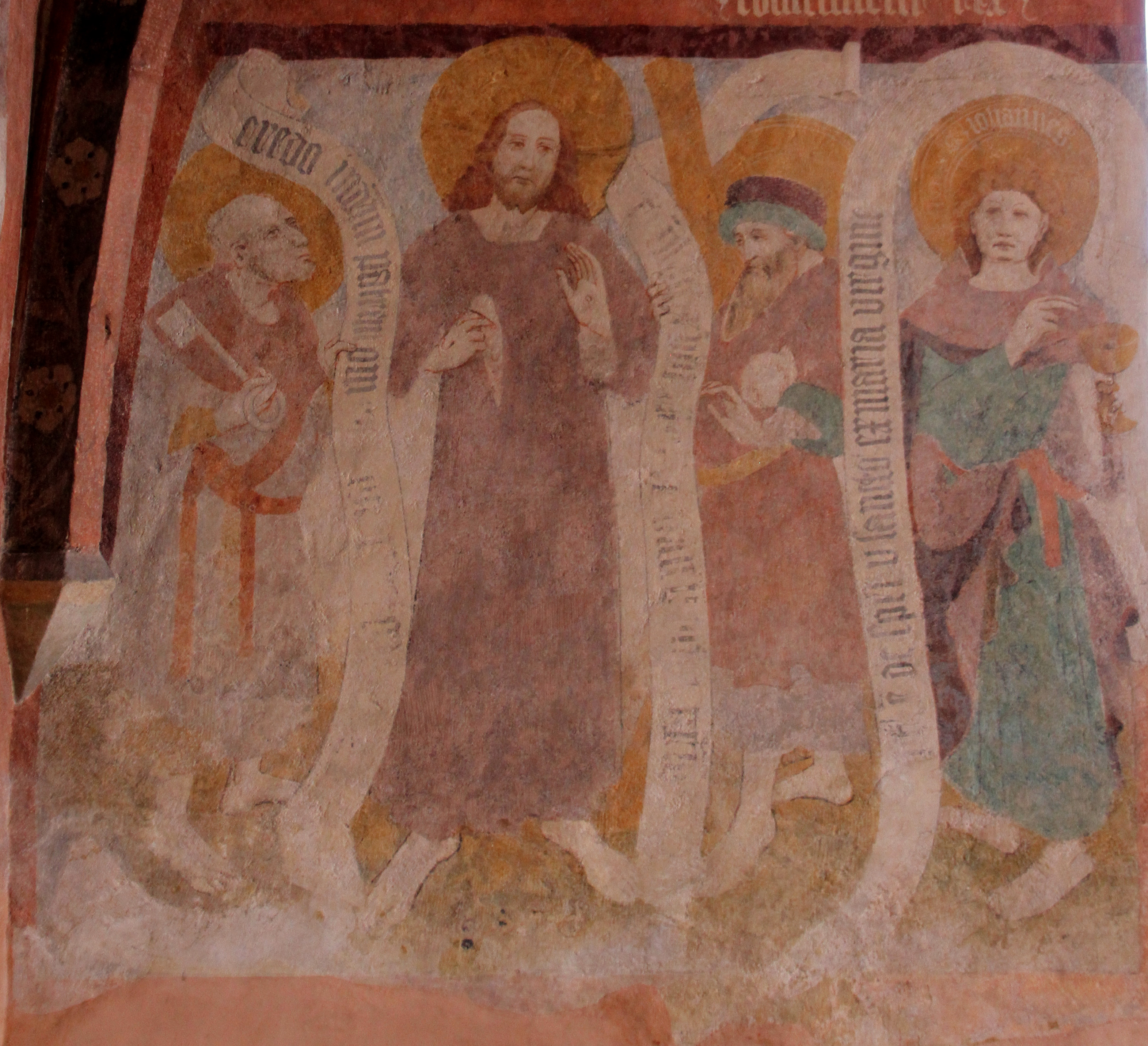
Apostel Petrus, Jesus, Apostel Andreas und Johannes
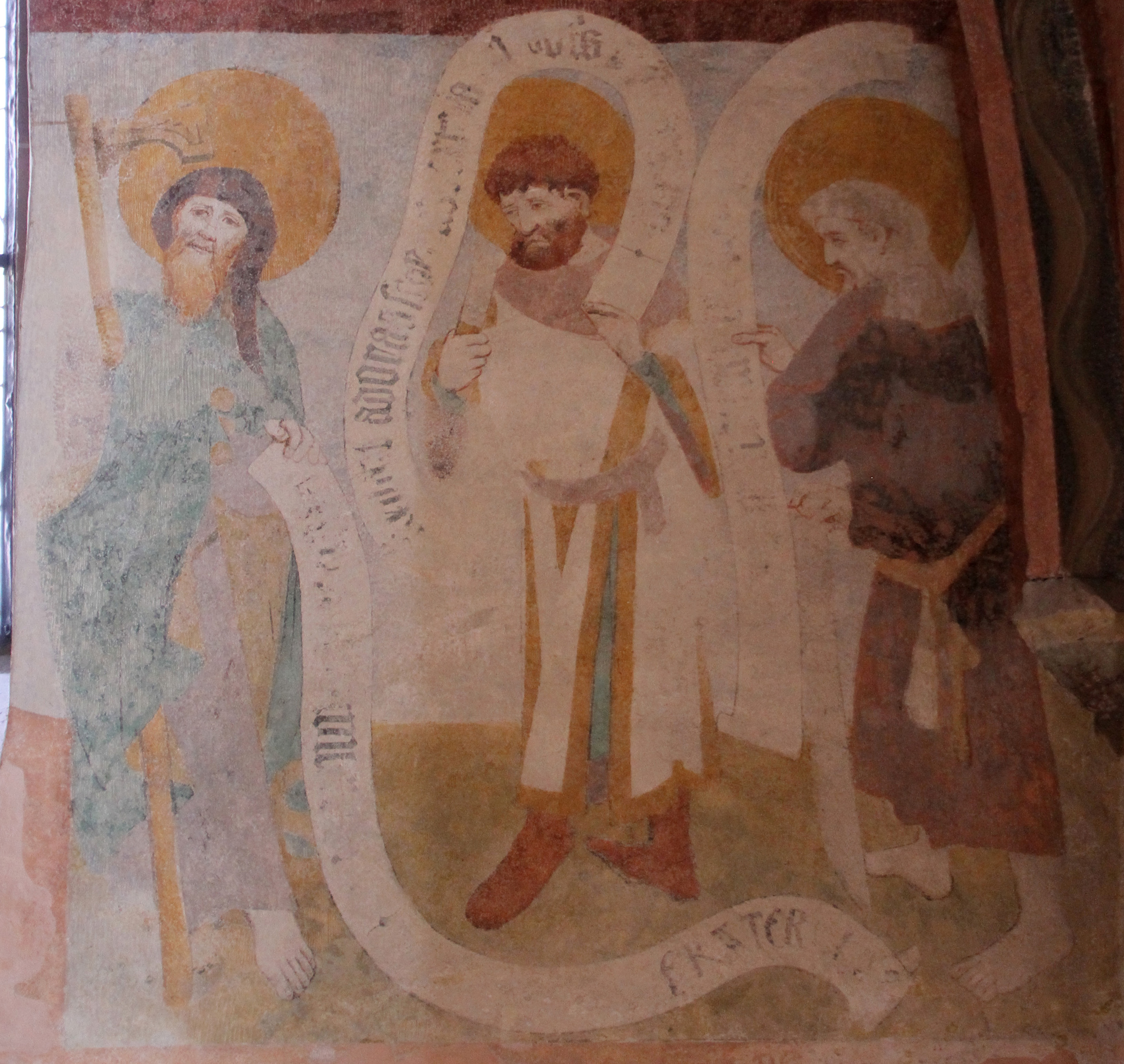
Apostel Judas Thaddaeus, Jakobus minor, Bartholomäus
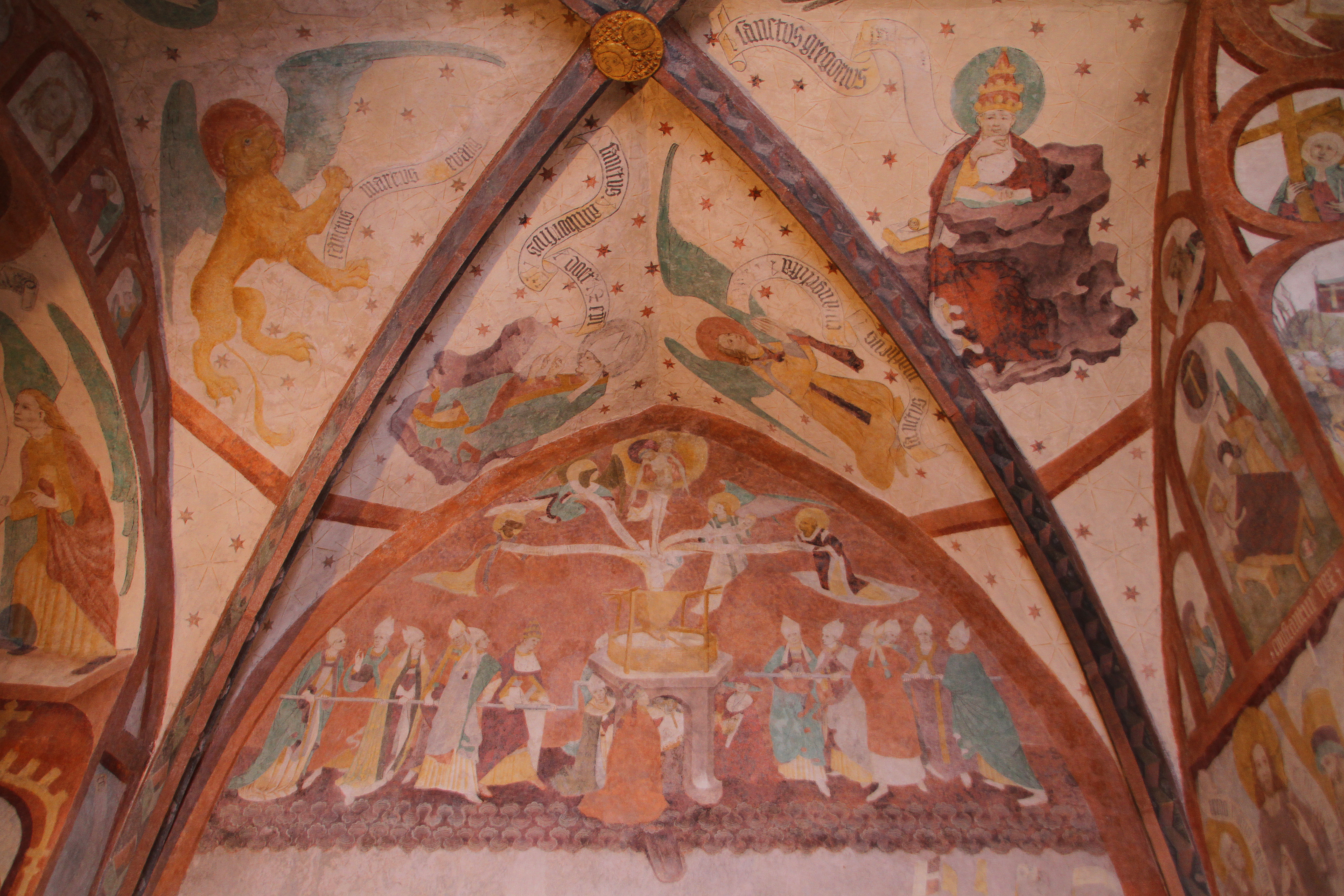
Hostienmühle unter dem Deckengewölbe des Turmchors

Auf dem 908 m ü. NHN hohen Loffenauer Hausberg Teufelsmühle bietet ein Aussichtsturm einen Blick über Loffenau und das untere Murgtal bis hinein in die Rheinebene.

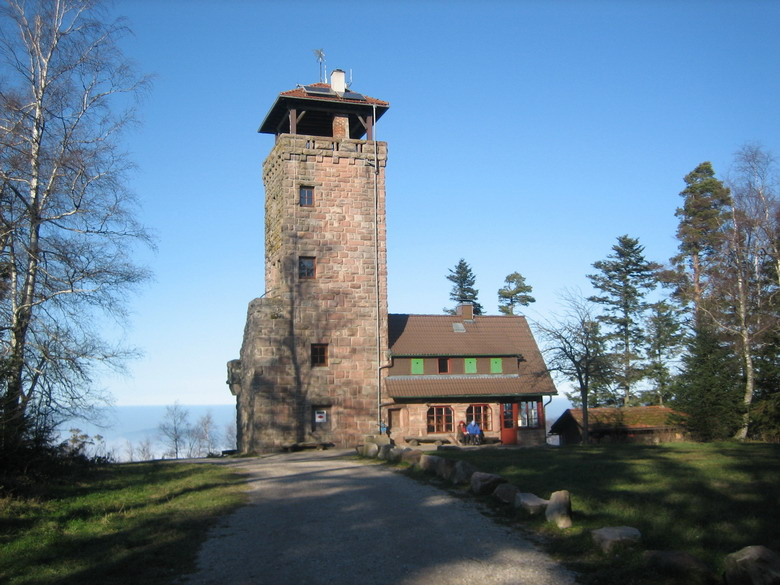
Aussichtsturm auf dem Loffenauer Hausberg Teufelsmühle

## Bildung
Loffenau verfügt über eine Grundschule und drei Kindergärten (2 traditionell, 1 Wald-Kindergarten). Weiterführende Schulen befinden sich in den Nachbargemeinden.

## Persönlichkeiten

### Söhne und Töchter der Gemeinde
- Friedrich Kübler (1922–1990), Politiker (NPD)
- Harald Wohlfahrt (* 1955), Drei-Sterne-Koch
- Volker Luft (* 1964), deutscher Komponist und Gitarrist

### Ehrenbürger
- Erich Steigerwald (* 1951), Bürgermeister 1977–2017, Ehrenbürger der Gemeinden Loffenau und Montefelcino, Träger der Staufermedaille[7]

### Weitere Persönlichkeiten
- Gustav Adolf Riecke (1798–1883), Geistlicher, Pädagoge und Politiker, war von 1851 bis 1871 Pfarrer in Loffenau
- Meryl Streep (* 1949), US-amerikanische Schauspielerin, Oscar-Preisträgerin; ihre Ururgroßeltern stammten aus Loffenau. Ihr Ururururururgroßvater war der Dorfbürgermeister Johann Georg Streeb (1680–1740).[11]